# Solanum anguivi
Solanum anguivi är en potatisväxtart som beskrevs av Jean-Baptiste de Lamarck. Solanum anguivi ingår i släktet skattor som ingår i familjen potatisväxter. Inga underarter finns listade i Catalogue of Life.